# Liste der Lieder von Smokie
Die Liste der Lieder von Smokie enthält alle von der britischen Band Smokie interpretierten Songs, die veröffentlicht wurden. Außerdem sind die Songs von Chris Norman, Alan Barton usw. enthalten.

## Smokie
| Titel                                              | Jahr | Tonträger                                                                                              | Autoren+Cover                                                                                               | Gesang                           |
| -------------------------------------------------- | ---- | --- | --- | -------------------------------- |
| A Broken Heart                                     | 1993 | Naked Love (Baby Love Me) – CD-Single                                                                  | Alan Barton, Dave Dunhill, Mick Dash                                                                        | Alan Barton                      |
| A Day at the Mother-in-Law’s                       | 1975 | Smokey: Pass It Around                                                                                 | Alan Silson                                                                                                 | Alan Silson                      |
| A Million Conversations                            | 2004 | On the Wire                                                                                            | Terry Uttley, Steve Pinnell, Mike Craft, Mick McConnell, Martin Bullard                                     | Mike Craft                       |
| A Spaceman Came Travelling                         | 1996 | Light a Candle (The Christmas Album)                                                                   | Chris de Burgh 1975                                                                                         | Mike Craft                       |
| A Stranger with You                                | 1978 | The Montreux Album                                                                                     | Nicky Chinn, Mike Chapman                                                                                   | Chris Norman (Solo), Suzi Quatro |
| A Winters Tale                                     | 1996 | Light a Candle (The Christmas Album)                                                                   | Rainer Horneck, Ralf Henrich (David Essex 1982)                                                             | Mike Craft                       |
| African Nights                                     | 2004 | On the Wire                                                                                            | Mike Craft, Patrick Macdonald                                                                               | Mike Craft                       |
| Ain’t Gonna Rain                                   | 2004 | On the Wire                                                                                            | John Davies, Mick McConnell                                                                                 | Mike Craft                       |
| Ain’t It Funny How It Works                        | 1998 | Wild Horses – The Nashville Album                                                                      | John Jarrard, George Teren                                                                                  | Mike Craft                       |
| All Alone                                          | 1979 | The Other Side of the Road                                                                             | Chris Norman, Pete Spencer                                                                                  | Chris Norman                     |
| All My Life                                        | 1990 | Chasing Shadows                                                                                        | Terry Uttley                                                                                                | Terry Uttley                     |
| All She Ever Really Wanted                         | 1998 | Wild Horses – The Nashville Album                                                                      | Steve Seskin, Al Anderson                                                                                   | Mike Craft                       |
| Alone in a Cell                                    | 1977 | Bright Lights & Back Alleys                                                                            | Chris Norman, Pete Spencer, Alan Silson, Terry Uttley                                                       | Chris Norman                     |
| Always the Last to Know                            | 2004 | The Annette Fox Leukaemia Research Fund Volume 3                                                       | Justin Currie                                                                                               | Mike Craft                       |
| And the Night Stood Still                          | 1998 | Wild Horses – The Nashville Album                                                                      | Diane Warren (Dion 1989)                                                                                    | Mike Craft                       |
| Angelina                                           | 1989 | Boulevard of Broken Dreams                                                                             | Terry Uttley                                                                                                | Alan Barton                      |
| Angelina                                           | 1995 | From Smokie with Love                                                                                  | Terry Uttley                                                                                                | Mike Craft                       |
| Arms of Mary                                       | 2000 | Uncovered                                                                                              | Iain Sutherland (The Sutherland Brothers & Quiver 1975)                                                     | Mike Craft                       |
| At the End of the Rainbow                          | 2015 | Gold 1975 – 2015 40th Anniversary Gold-Edition                                                         | Mats Johansson, Maurizio Sorrone, Mikael Magnusson                                                          | Mike Craft                       |
| Away in a Manger                                   | 1996 | Light a Candle (The Christmas Album)                                                                   | James R. Murray 1887                                                                                        | Mike Craft                       |
| Babe It’s Up to You                                | 1979 | The Other Side of the Road                                                                             | Alfred von Wolzogen, Charles Nuitter, Jacques Offenbach 1864                                                | Chris Norman                     |
| Baby It’s You                                      | 1977 | Bright Lights & Back Alleys                                                                            | Chris Norman, Pete Spencer                                                                                  | Chris Norman                     |
| Baby It’s You                                      | 1995 | From Smokie with Love                                                                                  | Chris Norman, Pete Spencer                                                                                  | Mike Craft                       |
| Back to Bradford                                   | 1975 | Smokey: Changing All the Time                                                                          | Chris Norman, Pete Spencer                                                                                  | Chris Norman                     |
| Back to You                                        | 2010 | Our Australian Collection                                                                              | Marcus Black, Leif Larson \| Mike Craft                                                                     |                                  |
| Bang Bang (The Race Is On)                         | 1993 | Burnin’ Ambition                                                                                       | Dave Dunhill, Mick Dash, Steve Pinnell                                                                      | Alan Barton                      |
| Be My Baby                                         | 2001 | Uncovered Too                                                                                          | Ellie GreenWich, Jeff Barry, Phil Spector (The Ronettes 1963)                                               | Mike Craft                       |
| Belinda                                            | 1979 | The Other Side of the Road                                                                             | Terry Uttley, Alan Silson                                                                                   | Chris Norman                     |
| Big Fat Momma                                      | 1979 | The Other Side of the Road                                                                             | Chris Norman, Pete Spencer                                                                                  | Chris Norman                     |
| Blue Lullaby                                       | 1996 | Smokey Vol. 2                                                                                          | T. Skaggs, Buggsley \| Mike Craft                                                                           |                                  |
| Boulevard of Broken Dreams                         | 1989 | Boulevard of Broken Dreams                                                                             | Alan Silson                                                                                                 | Alan Barton                      |
| Boulevard of Broken Dreams                         | 2008 | Eclipse Acoustic                                                                                       | Alan Silson                                                                                                 | Mike Craft                       |
| Brave New World                                    | 1999 | Our Swedish Collection                                                                                 | Glenn Frey, Jack Tempchin                                                                                   | Mike Craft                       |
| Breaking Me Down                                   | 1988 | My Heart Is True – 7”-Single                                                                           | Alan Barton, Alan Silson, Terry Uttley                                                                      | Alan Barton                      |
| Broken Hearts                                      | 2004 | On the Wire                                                                                            | Mick McConnell, Dave Major                                                                                  | Mike Craft                       |
| California Dreamin’                                | 1996 | Smokey Vol. 2                                                                                          | John Phillips, Michelle Phillips                                                                            | Mike Craft                       |
| Can You Feel My Heartbeat                          | 1982 | Strangers in Paradise                                                                                  | Chris Norman, Pete Spencer                                                                                  | Chris Norman                     |
| Can’t Change the Past                              | 2010 | Take a Minute                                                                                          | Miqael Persson, Eric Mårtensson, Peter Karlsson                                                             | Mike Craft                       |
| Can’t Cry Hard Enough                              | 1995 | From Smokie with Love                                                                                  | Marvin Etzono, [[David Williams [III]]] (Victoria Williams 1990)                                            | Mike Craft                       |
| Can’t Fight This Feeling                           | 2000 | Uncovered                                                                                              | Kevin Patrick Cronin Jr. (REO Speedwagon 1984)                                                              | Mike Craft                       |
| Can’t Shake Loose                                  | 1983 | Wrap Your Arms Around Me                                                                               | Russ Ballard                                                                                                | Agnetha Fältskog, Chris Norman   |
| Can’t This Be Love                                 | 1993 | Burnin’ Ambition                                                                                       | Alan Silson                                                                                                 | Alan Barton                      |
| Celtic Days                                        | 2010 | Take a Minute                                                                                          | Mick McConnell                                                                                              | Mike Craft                       |
| Changing All the time                              | 1975 | Smokey: Changing All the Time                                                                          | Nicky Chinn, Mike Chapman                                                                                   | Chris Norman                     |
| Changing All the Time                              | 2008 | Eclipse Acoustic                                                                                       | Nicky Chinn, Mike Chapman                                                                                   | Mike Craft                       |
| Chasing Shadows                                    | 1990 | Chasing Shadows                                                                                        | Alan Silson                                                                                                 | Alan Barton                      |
| Christmas Forever                                  | 1996 | Merry Christmas                                                                                        | Terry Uttley                                                                                                | Alan Barton                      |
| Christmas Isn’t Just for Children                  | 1996 | Light a Candle (The Christmas Album)                                                                   | Martin Bullard, Terry Uttley                                                                                | Terry Uttley                     |
| Come on Home                                       | 1982 | Strangers in Paradise                                                                                  | Alan Silson, Terry Uttley                                                                                   | Chris Norman                     |
| Coming Home Tonight                                | 1995 | The World – and Elsewhere                                                                              | Andy Murray, Martin Bullard, Simon Saxby                                                                    | Mike Craft                       |
| Couldn’t                                           | 1981 | Solid Ground                                                                                           | Terry Uttley                                                                                                | Chris Norman                     |
| Couldn’t Live                                      | 1975 | Smokey: Pass It Around                                                                                 | Chris Norman, Pete Spencer                                                                                  | Chris Norman                     |
| Cry in the Night                                   | 1982 | Midnight Delight                                                                                       | Chris Norman, Pete Spencer, Alan Silson, Terry Uttley                                                       | Chris Norman                     |
| Cry in the Night                                   | 1988 | All Fired Up                                                                                           | Alan Silson, Chris Norman, Pete Spencer, Terry Uttley                                                       | Alan Barton                      |
| Cryin’                                             | 1979 | The Other Side of the Road                                                                             | Terry Uttley, Alan Silson                                                                                   | Chris Norman                     |
| Darlin’                                            | 2000 | Uncovered                                                                                              | Oscar Stuart Blandamer (Poacher 1978)                                                                       | Mike Craft                       |
| Daydreamin’                                        | 1975 | Smokey: Pass It Around                                                                                 | Chris Norman, Pete Spencer, Terry Uttley                                                                    | Chris Norman                     |
| Derry Girl                                         | 1993 | Burnin’ Ambition                                                                                       | Alan Silson                                                                                                 | Alan Barton                      |
| Desperate Measures                                 | 1998 | Wild Horses – The Nashville Album                                                                      | Chuck Jones, Greg Swint (John Berry 1994)                                                                   | Mike Craft                       |
| Destiny                                            | 1993 | Burnin’ Ambition                                                                                       | Terry Uttley                                                                                                | Alan Barton                      |
| Did She Have to Go Away                            | 1979 | The Other Side of the Road                                                                             | Terry Uttley, Alan Silson                                                                                   | Chris Norman                     |
| Do to Me                                           | 1979 | The Other Side of the Road                                                                             | Chris Norman, Pete Spencer                                                                                  | Chris Norman                     |
| Don’t Give Me That – Live                          | 2010 | On Tour 2010                                                                                           | Jascha Richter, Johan Stentorp                                                                              | Mike Craft                       |
| Don’t Play That Game with Me                       | 1990 | Chasing Shadows                                                                                        | Dave Dunhill, Mick Dash, Philip Forester                                                                    | Alan Barton                      |
| Don’t Play Your Rock ’n’ Roll to Me                | 1975 | Smokey: Changing All the Time                                                                          | Nicky Chinn, Mike Chapman                                                                                   | Chris Norman                     |
| Don’t Play Your Rock ’n’ Roll To Me – Live         | 1989 | Greatest Hits Live                                                                                     | Nicky Chinn, Mike Chapman                                                                                   | Alan Barton                      |
| Don’t Play Your Rock ’n’ Roll to Me                | 1995 | From Smokie with Love                                                                                  | Nicky Chinn, Mike Chapman                                                                                   | Mike Craft                       |
| Don’t Stop This Love                               | 1990 | Chasing Shadows                                                                                        | Alan Barton, Steve Pinnell                                                                                  | Alan Barton                      |
| Don’t Take Your Love Away This Time                | 1979 | The Other Side of the Road                                                                             | Chris Norman, Pete Spencer                                                                                  | Chris Norman                     |
| Don’t Throw It Away                                | 1982 | Midnight Delight                                                                                       | Alan Silson, Clint Wade                                                                                     | Chris Norman                     |
| Don’t Turn Out Your Light                          | 1975 | Smokey: Pass It Around                                                                                 | Nicky Chinn, Mike Chapman                                                                                   | Chris Norman                     |
| Drift Away                                         | 2000 | Uncovered                                                                                              | Mentor Ralph Williams (Mike Berry 1972)                                                                     | Mike Craft                       |
| Endless Way                                        | 2004 | On the Wire                                                                                            | Jörg Alfter, Jürgen Hallfeld                                                                                | Mike Craft                       |
| Every Little Kiss                                  | 1990 | Whose Are These Boots                                                                                  | Alan Barton, Martin Bullard                                                                                 | Alan Barton                      |
| Everything a Man Could Need                        | 1981 | Solid Ground                                                                                           | Chris Norman, Pete Spencer                                                                                  | Chris Norman                     |
| Everytime You Go Away                              | 2001 | Uncovered Too                                                                                          | Daryl Hall (Daryl Hall & John Oates 1980)                                                                   | Mike Craft                       |
| Falling Apart                                      | 1989 | Boulevard of Broken Dreams                                                                             | Peter Goalby                                                                                                | Alan Barton                      |
| Falling for You                                    | 1982 | Strangers in Paradise                                                                                  | Alan Silson, Terry Uttley                                                                                   | Chris Norman                     |
| Fistful of Dollars                                 | 1990 | Whose Are These Boots                                                                                  | Alan Barton                                                                                                 | Alan Barton                      |
| For a Few Dollars More                             | 1978 | The Montreux Album                                                                                     | Nicky Chinn, Mike Chapman                                                                                   | Chris Norman                     |
| For a Few Dollars More – Live                      | 1989 | Greatest Hits Live                                                                                     | Nicky Chinn, Mike Chapman                                                                                   | Alan Barton                      |
| For a Few Dollars More                             | 1995 | From Smokie with Love                                                                                  | Nicky Chinn, Mike Chapman                                                                                   | Mike Craft                       |
| For You                                            | 2000 | The 25th Anniversary Album                                                                             | David Brandes, John O’Flynn                                                                                 | Mike Craft                       |
| Friends Will Be Friends                            | 2010 | Take a Minute                                                                                          | Nikolaj Christensen, Mads Haugaard                                                                          | Mike Craft                       |
| Garden Party                                       | 2001 | Uncovered Too                                                                                          | Ricky Nelson (Rick Nelson & The Stone Canyon Band 1972)                                                     | Mike Craft                       |
| Give It to Me                                      | 1975 | Smokey: Changing All the Time                                                                          | Alan Silson                                                                                                 | Alan Silson                      |
| Going Home                                         | 1976 | Midnight Café                                                                                          | Chris Norman, Pete Spencer                                                                                  | Chris Norman                     |
| Going Tomorrow                                     | 1975 | Smokey: Pass It Around                                                                                 | Chris Norman, Pete Spencer, Alan Silson, Terry Uttley                                                       | Chris Norman                     |
| Goodbye Yesterday’s Heartache                      | 1998 | Wild Horses – The Nashville Album                                                                      | Jim Daddario, Greg Barnhill                                                                                 | Mike Craft                       |
| Have You Ever Seen the Rain                        | 1995 | The World – and Elsewhere                                                                              | John Fogerty (Creedence Clearwater Revival 1970)                                                            | Mike Craft                       |
| Have Yourself a Merry Little Christmas             | 1996 | Light a Candle (The Christmas Album)                                                                   | Hugh Martin, Ralph Blanee (Judy Garland with Georgie Stoll and His Orchestra 1944)                          | Mike Craft                       |
| Headspin                                           | 1975 | Smokey: Pass It Around                                                                                 | Chris Norman, Pete Spencer                                                                                  | Chris Norman                     |
| Heartbreak Angel                                   | 1990 | Whose Are These Boots                                                                                  | Alan Silson                                                                                                 | Alan Barton                      |
| Heartbreak Hotel                                   | 1990 | Whose Are These Boots                                                                                  | Alan Silson                                                                                                 | Alan Barton                      |
| Hearts Need Company                                | 2017 | Greatest Hits, Vol. 1                                                                                  | Alan Silson                                                                                                 | Chris Norman                     |
| Hearts Need Company                                | 1989 | Boulevard of Broken Dreams                                                                             | Alan Silson, Chris Wade                                                                                     | Alan Barton                      |
| Heat of the Night                                  | 1990 | Whose Are These Boots                                                                                  | Alan Silson, Steve Pinnell                                                                                  | Alan Barton                      |
| Here Lies a Man                                    | 1977 | Bright Lights & Back Alleys                                                                            | Chris Norman, Pete Spencer                                                                                  | Chris Norman                     |
| Hey Baby                                           | 1977 | Greatest Hits [Rak]                                                                                    | Chris Norman, Pete Spencer                                                                                  | Chris Norman                     |
| Hey Tonight                                        | 1975 | Smokey Vol. 2 (1996)                                                                                   | John Fogerty (Creedence Clearwater Revival 1970)                                                            | Mike Craft                       |
| Hiding from The Night                              | 1982 | Midnight Delight                                                                                       | Chris Norman, Pete Spencer                                                                                  | Chris Norman                     |
| Hold On for The Night                              | 1988 | All Fired Up                                                                                           | Alan Barton                                                                                                 | Alan Barton                      |
| Hold On Tight                                      | 1988 | All Fired Up                                                                                           | Alan Silson                                                                                                 | Alan Barton                      |
| Home Is Anywhere You Are                           | 2004 | On the Wire                                                                                            | Michael Jay                                                                                                 | Mike Craft                       |
| Hot Girls and Summer Nights                        | 1987 | All Fired Up                                                                                           | Alan Barton, Neil Ferguson                                                                                  | Alan Barton                      |
| Hot Lovin’                                         | 2004 | On the Wire                                                                                            | Marcos, Dillie, Dyke                                                                                        | Mike Craft                       |
| How Long                                           | 2008 | The All Time Greatest Hits Collection                                                                  | Paul Carrack                                                                                                | Mike Craft                       |
| Hungry Eyes                                        | 2001 | Uncovered Too                                                                                          | Franke Previte, John De Nicola (Eric Carmen 1987)                                                           | Mike Craft                       |
| Hungry Heart                                       | 2001 | Uncovered Too                                                                                          | Bruce Springsteen 1980                                                                                      | Mike Craft                       |
| Hurting                                            | 1990 | Whose Are These Boots                                                                                  | Alan Barton, Simon Humphrey                                                                                 | Alan Barton                      |
| I Can Be a Heartbreaker Too                        | 1995 | The World – and Elsewhere                                                                              | Lee Johnson, Tommy Satterfield                                                                              | Mike Craft                       |
| I Can’t Stay Here Tonight                          | 1977 | Bright Lights & Back Alleys                                                                            | Chris Norman, Pete Spencer                                                                                  | Chris Norman                     |
| I Can’t Stop Loving You                            | 1979 | The Other Side of the Road                                                                             | Terry Uttley, Alan Silson                                                                                   | Chris Norman                     |
| I Do Declare                                       | 1975 | Smokey: Pass It Around                                                                                 | Nicky Chinn, Mike Chapman                                                                                   | Chris Norman                     |
| I Don’t Wanna Talk About It                        | 2000 | Uncovered                                                                                              | Danny Whitten (Crazy Horse 1971)                                                                            | Mike Craft                       |
| I Don’t Want to Lose You                           | 2010 | Take a Minute                                                                                          | Billy Cross, Mick McConnell                                                                                 | Mike Craft                       |
| I Feel Love                                        | 1990 | Whose Are These Boots                                                                                  | Alan Barton, Martin Bullard                                                                                 | Alan Barton                      |
| I Feel Love                                        | 1995 | From Smokie with Love                                                                                  | Alan Barton, Martin Bullard                                                                                 | Mike Craft                       |
| I Gotta Be Free – Demo [Solo Chris Norman]         | 1975 | Smokey: Pass It Around                                                                                 | Chris Norman                                                                                                | Chris Norman                     |
| (I Just) Died in Your Arms Tonight                 | 2001 | Uncovered Too                                                                                          | Nicolas Eede (Cutting Crew 1986)                                                                            | Mike Craft                       |
| I Love You Carolina                                | 1972 | Kindness: The Singles Collection Vol. 1 – 12" EP \| Chris Norman, Alan Silson, Terry Uttley, Ron Kelly | Chris Norman                                                                                                |                                  |
| I Swear                                            | 2000 | Uncovered                                                                                              | Frank Myers, Gary Baker (John Michael Montgomery 1993)                                                      | Mike Craft                       |
| I Wanna Kiss Your Lips                             | 1981 | Solid Ground                                                                                           | Chris Norman, Pete Spencer                                                                                  | Chris Norman                     |
| I Wish Tonight Could Last Forever                  | 1983 | Wrap Your Arms Around Me                                                                               | Russell Ballard                                                                                             | Agnetha Fältskog, Chris Norman   |
| I Won’t Back Down                                  | 2001 | Uncovered Too                                                                                          | Jeff Lynne (Tom Petty 1989)                                                                                 | Mike Craft                       |
| I’d Die for You                                    | 1990 | Chasing Shadows                                                                                        | Dave Dunhill, Mick Dash                                                                                     | Alan Barton                      |
| If I Can’t Love You                                | 2010 | Take a Minute                                                                                          | Jan Lysdahl, Peter Malmrup                                                                                  | Mike Craft                       |
| If You Think You Know How to Love Me               | 1975 | Smokey: Changing All the Time                                                                          | Nicky Chinn, Mike Chapman                                                                                   | Chris Norman                     |
| If You Think You Know How to Love Me – Demo        | 1975 | Smokey: Changing All the Time                                                                          | Nicky Chinn, Mike Chapman                                                                                   | Alan Silson                      |
| If You Think You Know How to Love Me               | 1988 | All Fired Up                                                                                           | Mike Chapman, Nicky Chinn                                                                                   | Alan Barton                      |
| If You Think You Know How to Love Me               | 1995 | From Smokie with Love                                                                                  | Mike Chapman, Nicky Chinn                                                                                   | Mike Craft                       |
| If You Think You Know How to Love Me               | 2006 | Wenche Hartmann and Friends – Here I Am                                                                | Mike Chapman, Nicky Chinn                                                                                   | Mike Craft, Wenche Hartmann      |
| I’ll Meet You at Midnight                          | 1976 | Midnight Café                                                                                          | Nicky Chinn, Mike Chapman                                                                                   | Chris Norman                     |
| I’ll Meet You at Midnight – Live                   | 1989 | Greatest Hits Live                                                                                     | Nicky Chinn, Mike Chapman                                                                                   | Alan Barton                      |
| I’ll Meet You at Midnight                          | 1995 | From Smokie with Love                                                                                  | Nicky Chinn, Mike Chapman                                                                                   | Mike Craft                       |
| I’m in Love with You                               | 1981 | Solid Ground                                                                                           | Terry Uttley, Alan Silson                                                                                   | Chris Norman                     |
| I’m Walking                                        | 1996 | Smokey Vol. 2                                                                                          | Dave Bartholomew (Fats Domino 1957)                                                                         | Mike Craft                       |
| In the Heat of the Night                           | 1977 | Bright Lights & Back Alleys                                                                            | Nicky Chinn, Mike Chapman                                                                                   | Chris Norman                     |
| In the Middle of a Lonely Dream                    | 1990 | Whose Are These Boots                                                                                  | Alan Barton, Simon Humphrey                                                                                 | Alan Barton                      |
| Intro – Live                                       | 1978 | The Concert – Live – Essen/Germany 10th March 1978 (1998)                                              | ? | Chris Norman                     |
| Introduction                                       | 1982 | Strangers in Paradise                                                                                  | Chris Norman, Pete Spencer, Alan Silson, Terry Uttley                                                       | Chris Norman                     |
| It Makes Me Money                                  | 1975 | Smokey: Pass It Around                                                                                 | Chris Norman, Pete Spencer                                                                                  | Chris Norman                     |
| It Never Rains in Southern California              | 2000 | Uncovered                                                                                              | Mike Hazlewood (Albert Hammond 1972)                                                                        | Mike Craft                       |
| It Won’t Be Christmas                              | 1996 | Light a Candle (The Christmas Album)                                                                   | James Henderson, Steve Pinnell                                                                              | Mike Craft                       |
| It’s Medley-Time                                   | 1992 | It’s Medley Time – Single-CD-Maxi                                                                      | Rick Layne, Lee York                                                                                        | Alan Barton                      |
| It’s My Heart                                      | 1992 | You’re So Different Tonight – Single-CD-Maxi                                                           | Steve Pinnell                                                                                               | Alan Barton                      |
| It’s Natural                                       | 1975 | Smokey: Changing All the Time                                                                          | Chris Norman, Pete Spencer                                                                                  | Chris Norman                     |
| It’s Over Again                                    | 2005 | Golden Hit Collection                                                                                  | Alan Barton                                                                                                 | Mike Craft                       |
| It’s Your Life                                     | 1977 | Bright Lights & Back Alleys                                                                            | Nicky Chinn, Mike Chapman                                                                                   | Chris Norman                     |
| It’s Your Life – Live                              | 1989 | Greatest Hits Live                                                                                     | Nicky Chinn, Mike Chapman                                                                                   | Alan Barton                      |
| It’s Your Life                                     | 1995 | From Smokie with Love                                                                                  | Nicky Chinn, Mike Chapman                                                                                   | Mike Craft                       |
| Jet Lagged                                         | 1981 | Solid Ground                                                                                           | Chris Norman, Pete Spencer                                                                                  | Chris Norman                     |
| Josephine                                          | 2004 | On the Wire                                                                                            | Mike Craft, Patrick Macdonald                                                                               | Mike Craft                       |
| Julie                                              | 1975 | Smokey: Changing All the Time                                                                          | Chris Norman, Pete Spencer                                                                                  | Chris Norman                     |
| Just When I Needed You Most                        | 2000 | Uncovered                                                                                              | Edwin Van Warmer (Randy Vanwarmer 1979)                                                                     | Mike Craft                       |
| Last Train                                         | 1995 | The World – and Elsewhere                                                                              | James Henderson, Steve Pinnell                                                                              | Mike Craft                       |
| Lay Back in the Arms of Someone                    | 1977 | Bright Lights & Back Alleys                                                                            | Nicky Chinn, Mike Chapman                                                                                   | Chris Norman                     |
| Lay Back in the Arms of Someone – Live             | 1989 | Greatest Hits Live                                                                                     | Nicky Chinn, Mike Chapman                                                                                   | Alan Barton                      |
| Lay Back in the Arms of Someone                    | 1995 | From Smokie with Love                                                                                  | Nicky Chinn, Mike Chapman                                                                                   | Mike Craft                       |
| Let’s Do It Again (The Hangover Song)              | 2010 | Take a Minute                                                                                          | Lars Pedersen, Nikolaj Christensen                                                                          | Mike Craft                       |
| Let the Good Times Roll                            | 1972 | Kindness: The Singles Collection Vol. 1 – 12" EP                                                       | Leonard Lee                                                                                                 | Chris Norman                     |
| Let There Be Christmas                             | 2000 | The 25th Anniversary Album                                                                             | Alan Silson                                                                                                 | Alan Silson                      |
| Light a Candle                                     | 1996 | Light a Candle (The Christmas Album)                                                                   | Mike Craft                                                                                                  | Mike Craft                       |
| Light of Love Kindness                             | 1970 | Gold 1975 – 2015 40th Anniversary Gold-Edition                                                         | Mike McQueen (Cat 1970)                                                                                     | Chris Norman                     |
| Light Up My Life                                   | 1978 | The Montreux Album                                                                                     | Chris Norman, Pete Spencer                                                                                  | Terry Uttley                     |
| Like an Eagle                                      | 1994 | Who the F... Is Alice – Single-CD-Maxi                                                                 | Alan Barton, Dave Dunhill, Mick Dash                                                                        | Alan Barton                      |
| Lindy Lou Kindness                                 | 1970 | Gold 1975 – 2015 40th Anniversary Gold-Edition [Deluxe Digipack]                                       | Stuart Leathwood, Gary Sulsh, Barrie Guard                                                                  | Chris Norman                     |
| Listen to Your Radio                               | 1993 | Burnin’ Ambition                                                                                       | Alan Barton, Dave Dunhill, Mick Dash                                                                        | Alan Barton                      |
| Little Lucy                                        | 1976 | Midnight Café                                                                                          | Chris Norman, Pete Spencer                                                                                  | Chris Norman                     |
| Little Town Flirt                                  | 1981 | Solid Ground                                                                                           | Maron McKenzie (Del Shannon 1962)                                                                           | Chris Norman                     |
| Liverpool Docks                                    | 1978 | The Montreux Album                                                                                     | Chris Norman, Pete Spencer                                                                                  | Chris Norman                     |
| Living Next Door to Alice                          | 1976 | Midnight Café                                                                                          | Nicky Chinn, Mike Chapman (New World 1972)                                                                  | Chris Norman                     |
| Living Next Door to Alice – Live                   | 1989 | Greatest Hits Live                                                                                     | Nicky Chinn, Mike Chapman (New World 1972)                                                                  | Alan Barton                      |
| Living Next Door to Alice                          | 1995 | From Smokie with Love                                                                                  | Nicky Chinn, Mike Chapman (New World 1972)                                                                  | Mike Craft                       |
| Living Next Door to Alice                          | 2009 | Kandis: Live 2: 20 Års Jubilæumsshow                                                                   | Nicky Chinn, Mike Chapman (New World 1972)                                                                  | Mike Craft, Kandis               |
| Living Next Door to Alice (Who the Fuck Is Alice?) | 1996 | 40 Huge Hits 96 (Various)                                                                              | Nicky Chinn, Mike Chapman (Gompie 1995)                                                                     | Mike Craft, Roy Chubby Brown     |
| Lodi                                               | 2001 | Uncovered Too                                                                                          | John Fogerty (Cajun Gib Guilbeau 1968)                                                                      | Mike Craft                       |
| London Is Burning                                  | 1979 | The Other Side of the Road                                                                             | Chris Norman, Pete Spencer                                                                                  | Chris Norman                     |
| Lonely Long Lady                                   | 1973 | Kindness: The Singles Collection Vol. 1 – 12" EP                                                       | Chris Norman, Alan Silson, Terry Uttley, Ron Kelly                                                          | Chris Norman                     |
| Long Time Coming                                   | 1981 | Solid Ground                                                                                           | Chris Norman, Pete Spencer                                                                                  | Chris Norman                     |
| Long Way from Home                                 | 1982 | Strangers in Paradise                                                                                  | Alan Silson, Terry Uttley                                                                                   | Chris Norman                     |
| Look What You’re Doin’                             | 1981 | Solid Ground                                                                                           | Alan Silson, Terry Uttley                                                                                   | Chris Norman                     |
| Looking Daggers                                    | 1982 | Strangers in Paradise                                                                                  | Holly Knight, Michael Des Barres, Mike Chapman                                                              | Chris Norman                     |
| Looking Daggers                                    | 1988 | All Fired Up                                                                                           | Holly Knight, Michael Des Barres, Mike Chapman                                                              | Alan Barton                      |
| Looking for You                                    | 1998 | Wild Horses – The Nashville Album                                                                      | Jess Brown, Jim Denton                                                                                      | Mike Craft                       |
| Love Can Change Your Heart                         | 1995 | The World – and Elsewhere                                                                              | Mike Craft                                                                                                  | Mike Craft                       |
| Love Hurts                                         | 2000 | Uncovered                                                                                              | Bryant Boudleaux (The Everly Brothers 1960)                                                                 | Mike Craft                       |
| Love Is a Battlefield                              | 2000 | The 25th Anniversary Album                                                                             | Mike Chapman, Holly Knight (Pat Benatar 1983)                                                               | Chris Norman                     |
| Love Is out of the Question                        | 1993 | Burnin’ Ambition                                                                                       | Paul Bliss, Phil Palmer (Céline Dion 1990) \| Alan Barton                                                   |                                  |
| Love Like a Rocket                                 | 1995 | The World – and Elsewhere                                                                              | Andy Larg, Dave Pickell \| Mike Craft                                                                       |                                  |
| Love on a Wire                                     | 2004 | On the Wire                                                                                            | Terry Uttley, Steve Pinnell, Mick McConnell, Ole Boskov, Martin Bullard, Mick Craft \| Mike Craft           |                                  |
| Love Remains a Stranger                            | 1982 | Strangers in Paradise                                                                                  | Ritchie Supa                                                                                                | Chris Norman                     |
| Love Remains a Stranger                            | 2008 | Eclipse Acoustic                                                                                       | Mick McConnell, Ritchie Supa                                                                                | Mike Craft                       |
| Love Sometimes Takes Time                          | 1993 | Burnin’ Ambition                                                                                       | Alan Silson                                                                                                 | Alan Barton                      |
| Love Take Me Away (Sleeping Beauty)                | 1989 | Boulevard of Broken Dreams                                                                             | Alan Barton, Martin Bullard                                                                                 | Alan Barton                      |
| Love’s a Riot                                      | 1978 | The Montreux Album                                                                                     | Nicky Chinn, Mike Chapman                                                                                   | Chris Norman                     |
| Lyin’ in the Arms of the One You Love              | 1990 | Chasing Shadows                                                                                        | Alan Barton, Alan Silson                                                                                    | Alan Barton                      |
| Make It Better                                     | 1973 | Kindness: The Singles Collection Vol. 1 – 12" EP                                                       | Brian Pilling, Edmund Pilling                                                                               | Chris Norman                     |
| Make Ya Boogie                                     | 1976 | Midnight Café                                                                                          | Chris Norman, Pete Spencer, Alan Silson, Terry Uttley                                                       | Chris Norman                     |
| Man                                                | 1983 | Wrap Your Arms Around Me                                                                               | Agnetha Fältskog                                                                                            | Agnetha Fältskog, Chris Norman   |
| Mariah                                             | 1993 | Burnin’ Ambition                                                                                       | Terry Uttley                                                                                                | Alan Barton                      |
| Mary’s Boychild                                    | 1996 | Light a Candle (The Christmas Album)                                                                   | Jester Hairston (The De Paur Chorus, Leonard De Paurn 1955)                                                 | Mike Craft                       |
| Maybe I Just Don’t Know                            | 1979 | The Other Side of the Road                                                                             | Don Williams 1976                                                                                           | Chris Norman                     |
| Medley – Live                                      | 2010 | On Tour 2010                                                                                           | ? | Mike Craft                       |
| Melody Goes On                                     | 1981 | Solid Ground                                                                                           | Chris Norman, Pete Spencer                                                                                  | Chris Norman                     |
| Mexican Girl                                       | 1978 | The Montreux Album                                                                                     | Chris Norman, Pete Spencer                                                                                  | Chris Norman                     |
| Mexican Girl – Live                                | 1989 | Greatest Hits Live                                                                                     | Chris Norman, Pete Spencer                                                                                  | Alan Barton                      |
| Mexican Girl                                       | 1995 | From Smokie with Love                                                                                  | Chris Norman, Pete Spencer                                                                                  | Mike Craft                       |
| Midnight Delight                                   | 1982 | Midnight Delight                                                                                       | Alan Silson, Clint Wade                                                                                     | Chris Norman                     |
| Midnight Train                                     | 2004 | On the Wire                                                                                            | Terry Uttley, Steve Pinnell, Mike Craft, Mick McConnell, Martin Bullard                                     | Mike Craft                       |
| Mirror, Mirror                                     | 1982 | Strangers in Paradise                                                                                  | Alan Silson, Terry Uttley                                                                                   | Chris Norman                     |
| Miss You                                           | 1976 | Midnight Café                                                                                          | Chris Norman, Pete Spencer                                                                                  | Chris Norman                     |
| Miss You Nights                                    | 2001 | Uncovered Too                                                                                          | Dave Townsend (Cliff Richard 1975)                                                                          | Mike Craft                       |
| Mistral Wind                                       | 2004 | On the Wire                                                                                            | Terry Uttley, Martin Bullard, Jimmy Melton                                                                  | Mike Craft                       |
| Moving Mountains                                   | 1989 | Boulevard of Broken Dreams                                                                             | Tom Scott, Frank Musker, Elizabeth Lamers                                                                   | Alan Barton                      |
| Mr. Persuasion                                     | 1983 | Wrap Your Arms Around Me                                                                               | Susan Lynch, Larry Whitman                                                                                  | Chris Norman, Agnetha Fältskog   |
| Mr. Tambourine Man                                 | 2010 | 40 Pop & Rock Hits from Others                                                                         | Bob Dylan                                                                                                   | Mike Craft                       |
| My Girl and Me                                     | 2000 | The 25th Anniversary Album                                                                             | Andy Hill, Frank Musker                                                                                     | Mike Craft                       |
| My Heart Is True                                   | 1988 | All Fired Up                                                                                           | Alan Barton                                                                                                 | Alan Barton                      |
| My Woman                                           | 1975 | Smokey: Pass It Around                                                                                 | Chris Norman, Pete Spencer                                                                                  | Chris Norman                     |
| My Woman Don’t Like Rock ’n’ Roll                  | 1981 | Solid Ground                                                                                           | Terry Uttley, Alan Silson                                                                                   | Chris Norman                     |
| Naked Love (Baby Love Me)                          | 1993 | Burnin’ Ambition                                                                                       | Alan Barton, Dave Dunhill, Mick Dash                                                                        | Alan Barton                      |
| Naked Love                                         | 1995 | From Smokie with Love                                                                                  | Alan Barton, Dave Dunhill, Mick Dash                                                                        | Mike Craft                       |
| Need Some Good Loving                              | 1990 | Boulevard of Broken Dreams – 7"-Single                                                                 | Alan Barton, Martin Bullard                                                                                 | Alan Barton                      |
| Nan Li Wan                                         | 2001 | Uncovered: The Very Best of Smokie                                                                     | Terry Uttley, Rr                                                                                            | Mike Craft                       |
| Needles and Pins                                   | 1977 | Bright Lights & Back Alleys                                                                            | Jack Nitzsche, Sonny Bono (Jackie DeShannon 1963)                                                           | Chris Norman                     |
| Needles and Pins – Live                            | 1989 | Greatest Hits Live                                                                                     | Jack Nitzsche, Sonny Bono (Jackie DeShannon 1963)                                                           | Alan Barton                      |
| Needles and Pins                                   | 1995 | From Smokie with Love                                                                                  | Jack Nitzsche, Sonny Bono (Jackie DeShannon 1963)                                                           | Mike Craft                       |
| Never Fight Again                                  | 1988 | All Fired Up                                                                                           | Terry Uttley                                                                                                | Alan Barton                      |
| Never Made in Heaven                               | 1990 | Whose Are These Boots                                                                                  | Terry Uttley                                                                                                | Alan Barton                      |
| Never Turn Your Back On Your Friends               | 1993 | Burnin’ Ambition                                                                                       | Steve Thompson, Terry Uttley                                                                                | Alan Barton                      |
| Night Stood Still                                  | 1999 | Our Swedish Collection                                                                                 | ? | Mike Craft                       |
| No Matter What                                     | 2001 | Uncovered Too                                                                                          | Andrew Lloyd Webber, Jim Steinman (Irene Molloy, Abbi Hutcherson, Cameron Bowen 1996)                       | Mike Craft                       |
| No More Letters                                    | 1978 | The Montreux Album                                                                                     | Chris Norman, Pete Spencer                                                                                  | Chris Norman                     |
| No One Could Ever Love You More                    | 1977 | Bright Lights & Back Alleys                                                                            | Chris Norman, Pete Spencer                                                                                  | Chris Norman                     |
| No Rest for the Wounded Heart                      | 1998 | Wild Horses – The Nashville Album                                                                      | Curt Cuomo, Robert Tepper                                                                                   | Mike Craft                       |
| Northern Soul                                      | 1989 | Boulevard of Broken Dreams                                                                             | Clive Gregson                                                                                               | Alan Barton                      |
| Norwegian Girl                                     | 1990 | The Best of Smokie                                                                                     | Alan Barton, Martin Bullard                                                                                 | Alan Barton                      |
| Not Fade Away                                      | 1981 | Solid Ground                                                                                           | Norman Petty, Chris Hardin (The Crickets 1957)                                                              | Chris Norman                     |
| Nothing Hurts Like a Broken Heart                  | 2010 | Take a Minute                                                                                          | Amir Aly, Maciel Numhauser, Robin Abrahamsson                                                               | Mike Craft                       |
| Now It’s Too Late                                  | 1982 | Strangers in Paradise                                                                                  | Chris Norman, Pete Spencer                                                                                  | Chris Norman                     |
| Now You Think You Know                             | 1977 | Bright Lights & Back Alleys                                                                            | Terry Uttley                                                                                                | Chris Norman                     |
| Number on My Wall                                  | 1982 | Midnight Delight                                                                                       | Terry Uttley                                                                                                | Terry Uttley                     |
| O’ Christmas Tree (O’ Tannenbaum)                  | 1996 | Light a Candle (The Christmas Album)                                                                   | August Zarnack, Ernst Anschütz, Melchior Franck 1824                                                        | Mike Craft                       |
| O’ Holy Night                                      | 1996 | Light a Candle (The Christmas Album)                                                                   | Adolphe Adam, Placide Cappeau 1847                                                                          | Mike Craft                       |
| O’ Little Town of Bethlehem                        | 1996 | Light a Candle (The Christmas Album)                                                                   | Lewis Redner, Phillips Brooks 1868                                                                          | Mike Craft                       |
| Oh Carol                                           | 1978 | The Montreux Album                                                                                     | Nicky Chinn, Mike Chapman                                                                                   | Chris Norman                     |
| Oh Carol – Live                                    | 1989 | Greatest Hits Live                                                                                     | Nicky Chinn, Mike Chapman                                                                                   | Alan Barton                      |
| Oh Carol                                           | 1995 | From Smokie with Love                                                                                  | Nicky Chinn, Mike Chapman                                                                                   | Mike Craft                       |
| Oh, Julie (Oh, Oh, July)                           | 1972 | Kindness: The Singles Collection Vol. 1 – 12" EP                                                       | Daniel Vangarde, Jean Morris                                                                                | Chris Norman                     |
| Oh Pretty Woman                                    | 1996 | Smokey Vol. 2                                                                                          | Bill Dees (Roy Orbison 1964)                                                                                | Mike Craft                       |
| Oh Well, Oh Well                                   | 1975 | Smokey: Pass It Around                                                                                 | Chris Norman, Pete Spencer                                                                                  | Chris Norman                     |
| Oh Yeah                                            | 1972 | Kindness: The Singles Collection Vol. 1 – 12" EP                                                       | Ellas McDaniel (Bo Diddley 1958)                                                                            | Chris Norman                     |
| On The Road to Paradise                            | 1992 | Don’t Play That Game with Me – CD-Single                                                               | Steve Pinnell                                                                                               | Alan Barton                      |
| Once Burned, Twice Shy                             | 1983 | Wrap Your Arms Around Me                                                                               | Dan Tyler, Richard Spady Brannan                                                                            | Agnetha Fältskog, Chris Norman   |
| One More Dance                                     | 1993 | Burnin’ Ambition                                                                                       | Alan Barton, Andy Whelan                                                                                    | Alan Barton                      |
| One More for the Road                              | 1982 | Midnight Delight                                                                                       | Terry Uttley                                                                                                | Chris Norman                     |
| One Night in Vienna                                | 1990 | Chasing Shadows                                                                                        | Alan Silson                                                                                                 | Alan Barton                      |
| Only Love Hurts                                    | 1988 | All Fired Up                                                                                           | Terry Uttley                                                                                                | Alan Barton                      |
| Only You                                           | 2001 | Uncovered Too                                                                                          | Andy Clarke (Yazoo 1982) \| Mike Craft                                                                      |                                  |
| Over You                                           | 2004 | On the Wire                                                                                            | Mike Craft, Patrick Macdonald                                                                               | Mike Craft                       |
| Pass It Around                                     | 1975 | Smokey: Pass It Around                                                                                 | Nicky Chinn, Mike Chapman                                                                                   | Chris Norman                     |
| Pass It Around – Live                              | 1989 | Greatest Hits Live                                                                                     | Nicky Chinn, Mike Chapman                                                                                   | Alan Barton                      |
| Petesey’s Song                                     | 1978 | The Montreux Album                                                                                     | Chris Norman, Pete Spencer                                                                                  | Pete Spencer                     |
| Poor Lady (Midnight Baby)                          | 1976 | Midnight Café                                                                                          | Chris Norman, Pete Spencer                                                                                  | Chris Norman                     |
| Power of Love                                      | 1978 | The Montreux Album                                                                                     | Chris Norman, Pete Spencer                                                                                  | Chris Norman                     |
| Reflections of My Life                             | 2000 | The 25th Anniversary Album                                                                             | Chris Norman                                                                                                | Mike Craft                       |
| Relying on You                                     | 1993 | Burnin’ Ambition                                                                                       | Martin Bullard                                                                                              | Alan Barton                      |
| Remember the Days                                  | 1990 | Chasing Shadows                                                                                        | Terry Uttley                                                                                                | Terry Uttley                     |
| Respect                                            | 1990 | Chasing Shadows                                                                                        | Alan Silson, Clint Wade                                                                                     | Alan Barton                      |
| Rock Away Your Teardrops                           | 1988 | All Fired Up                                                                                           | Alan Silson, Chris Wade                                                                                     | Alan Barton                      |
| Rock Away Your Teardrops                           | 2017 | Greatest Hits, Vol. 1                                                                                  | Alan Silson, Chris Wade                                                                                     | Chris Norman                     |
| Rock-Medley                                        | 1981 | Solid Ground                                                                                           | Nicky Chinn, Mike Chapman, Jack Nitzsche, Sonny Bono, Chris Norman, Pete Spencer, Alan Silson, Terry Uttley | Chris Norman                     |
| Rock ’n’ Roll Rodeo                                | 1995 | The World – and Elsewhere                                                                              | Alan Silson                                                                                                 | Mike Craft                       |
| Rock ’n’ Roll Woman                                | 1981 | Solid Ground                                                                                           | Chris Norman, Pete Spencer                                                                                  | Chris Norman                     |
| Roll On Baby                                       | 1978 | The Montreux Album                                                                                     | Chris Norman, Pete Spencer                                                                                  | Chris Norman                     |
| Romeo and Juliet                                   | 1990 | Whose Are These Boots                                                                                  | Alan Barton, Martin Bullard                                                                                 | Alan Barton                      |
| Rose-A-Lee                                         | 1995 | The World – and Elsewhere                                                                              | Alan Silson                                                                                                 | Mike Craft                       |
| Run to Me                                          | 1981 | Solid Ground                                                                                           | Chris Norman, Pete Spencer                                                                                  | Chris Norman                     |
| Run to You                                         | 1976 | Midnight Café                                                                                          | Alan Silson, Terry Uttley                                                                                   | Chris Norman                     |
| Runaway Train                                      | 2000 | Uncovered                                                                                              | David Pirner (Soul Asylum 1992)                                                                             | Mike Craft                       |
| Sailing                                            | 2001 | Uncovered Too                                                                                          | Gavin Sutherland (The Sutherland Brothers Band 1972)                                                        | Mike Craft                       |
| Sally’s Song (The Legacy Goes On)                  | 2010 | Take a Minute                                                                                          | Ole Evenrud                                                                                                 | Mike Craft                       |
| Samantha Elizabeth                                 | 1979 | The Other Side of the Road                                                                             | Pete Spencer, Alan Silson, Terry Uttley                                                                     | Chris Norman                     |
| San Francisco Bay                                  | 1979 | The Other Side of the Road                                                                             | Chris Norman, Pete Spencer                                                                                  | Chris Norman                     |
| Sarah                                              | 1996 | Smokey Vol. 2                                                                                          | Dieter Bohlen                                                                                               | Mike Craft                       |
| Scream You Guitar                                  | 1990 | Chasing Shadows                                                                                        | Alan Barton, Neil Ferguson                                                                                  | Alan Barton                      |
| Second Choice                                      | 1988 | All Fired Up                                                                                           | Terry Uttley                                                                                                | Alan Barton                      |
| Shame                                              | 1983 | Wrap Your Arms Around Me                                                                               | David Clark Allen                                                                                           | Agnetha Fältskog, Chris Norman   |
| She Rides Wild Horses                              | 1998 | Wild Horses – The Nashville Album                                                                      | Ted Hewitt, Bob Corbin                                                                                      | Mike Craft                       |
| Shy Guy                                            | 1975 | Smokey: Pass It Around                                                                                 | Alan Silson                                                                                                 | Chris Norman                     |
| Silent Night                                       | 1996 | Light a Candle (The Christmas Album)                                                                   | Franz Xaver Gruber, Joseph Mohr 1818                                                                        | Mike Craft                       |
| Single-Hitmix                                      | 2002 | Ballermann Hits Party 2003                                                                             | Nicky Chinn, Mike Chapman, Jack Nitzsche, Sonny Bono                                                        | Mike Craft                       |
| Something’s Been Making Me Blue                    | 1976 | Midnight Café                                                                                          | Nicky Chinn, Mike Chapman                                                                                   | Chris Norman                     |
| Something’s Been Making Me Blue – Live             | 1989 | Greatest Hits Live                                                                                     | Nicky Chinn, Mike Chapman                                                                                   | Alan Barton                      |
| Something’s Been Making Me Blue                    | 1995 | From Smokie with Love                                                                                  | Nicky Chinn, Mike Chapman                                                                                   | Mike Craft                       |
| Sometimes You Cry                                  | 1989 | Boulevard of Broken Dreams                                                                             | Terry Uttley                                                                                                | Alan Barton                      |
| Songs                                              | 1981 | Solid Ground                                                                                           | Chris Norman, Pete Spencer                                                                                  | Chris Norman                     |
| Sounds of Silence                                  | 1996 | Smokey Vol. 2                                                                                          | P. Sings | Mike Craft                       |
| Stand by My Side                                   | 1983 | Wrap Your Arms Around Me                                                                               | Guido Angelis, Maurizio Angelis, David Cowles                                                               | Agnetha Fältskog, Chris Norman   |
| Stay                                               | 1983 | Wrap Your Arms Around Me                                                                               | David Clark Allen                                                                                           | Agnetha Fältskog, Chris Norman   |
| Steppin’ on Seashells                              | 1995 | The World – and Elsewhere                                                                              | Alan Silson                                                                                                 | Alan Silson                      |
| Still the One                                      | 2000 | Uncovered                                                                                              | Robert "Mutt" Lang (Shania Twain 1997)                                                                      | Mike Craft                       |
| Stop Rewind                                        | 1989 | Boulevard of Broken Dreams                                                                             | Alan Barton, Martin Bullard                                                                                 | Alan Barton                      |
| Stranger                                           | 1976 | Midnight Café                                                                                          | Nicky Chinn, Mike Chapman                                                                                   | Chris Norman                     |
| Strangers in Paradise                              | 1982 | Strangers in Paradise                                                                                  | Chris Norman, Pete Spencer, Alan Silson, Terry Uttley                                                       | Chris Norman                     |
| Stumblin’ In                                       | 1978 | The Montreux Album                                                                                     | Nicky Chinn, Mike Chapman                                                                                   | Chris Norman (Solo), Suzi Quatro |
| Sunshine Avenue                                    | 1977 | Bright Lights & Back Alleys                                                                            | Chris Norman, Pete Spencer                                                                                  | Chris Norman                     |
| Surfin’                                            | 1993 | Burnin’ Ambition                                                                                       | Alan Barton, Dave Dunhill, Mick Dash                                                                        | Alan Barton                      |
| Take a Minute                                      | 2010 | Take a Minute                                                                                          | Martin Hansen, Mikael Nord-Andersson, Wayne Hector, Lee McDougall                                           | Mike Craft                       |
| Take Good Care of My Baby                          | 1981 | Solid Ground                                                                                           | Gerry Goffin (Carole King 1961)                                                                             | Chris Norman                     |
| Take Good Care of My Baby – Live                   | 1989 | Greatest Hits Live                                                                                     | Gerry Goffin (Carole King 1961)                                                                             | Alan Barton                      |
| Take Good Care of My Baby                          | 1995 | From Smokie with Love                                                                                  | Gerry Goffin (Carole King 1961)                                                                             | Mike Craft                       |
| Take Good Care of Your Children                    | 1983 | Wrap Your Arms Around Me                                                                               | Tomas Ledin                                                                                                 | Agnetha Fältskog, Chris Norman   |
| Take Me In                                         | 1975 | Smokey: Changing All the Time                                                                          | Alan Silson                                                                                                 | Chris Norman                     |
| Talking Her Round                                  | 1975 | Smokey: Changing All the Time                                                                          | Terry Uttley                                                                                                | Chris Norman                     |
| Tambourine Man                                     | 1990 | Who the F... Is Alice – The Partyhits (1995)                                                           | Bob Dylan 1965                                                                                              | Alan Barton                      |
| Tell Me Why                                        | 1995 | The World – and Elsewhere                                                                              | Alan Barton, Terry Uttley                                                                                   | Mike Craft                       |
| The Biggest Lie                                    | 2010 | Take a Minute                                                                                          | Terry Uttley, Mick McConnell                                                                                | Mike Craft                       |
| The Book                                           | 1982 | Midnight Delight                                                                                       | Richard Gower                                                                                               | Chris Norman                     |
| The Classic Hits Medley                            | 1993 | The Other Side of the Road [New Extended Version]                                                      | Chris Norman, Pete Spencer, Mike Chapman, Nicky Chinn                                                       | Alan Barton                      |
| The Coldest Night                                  | 1975 | Smokey: Pass It Around                                                                                 | Alan Silson                                                                                                 | Chris Norman                     |
| The Dancer                                         | 1977 | Bright Lights & Back Alleys                                                                            | David Courtney (Leo Sayer 1973)                                                                             | Chris Norman                     |
| The Girl Can’t Help It                             | 1978 | The Montreux Album                                                                                     | Chris Norman, Pete Spencer                                                                                  | Chris Norman                     |
| The Heat Is On                                     | 1983 | Wrap Your Arms Around Me                                                                               | Florrie Palmer, Tony Ashton                                                                                 | Agnetha Fältskog, Chris Norman   |
| The Loser                                          | 1976 | Midnight Café                                                                                          | Chris Norman, Pete Spencer                                                                                  | Chris Norman                     |
| The Other Side of the Road                         | 1979 | The Other Side of the Road                                                                             | Chris Norman, Pete Spencer                                                                                  | Chris Norman                     |
| The Rain Came Down                                 | 1990 | Chasing Shadows                                                                                        | Alan Barton                                                                                                 | Alan Barton                      |
| Think About the Night                              | 1989 | Boulevard of Broken Dreams                                                                             | Alan Barton                                                                                                 | Alan Barton                      |
| Think of Me (The Lonely One)                       | 1977 | Bright Lights & Back Alleys                                                                            | Chris Norman, Pete Spencer                                                                                  | Chris Norman                     |
| This Is Wot I Did                                  | 2010 | Take a Minute                                                                                          | Mike Craft                                                                                                  | Mike Craft                       |
| This Side of Paradise                              | 1990 | Whose Are These Boots                                                                                  | Terry Uttley                                                                                                | Alan Barton                      |
| Til the Grass Grows over Me                        | 2010 | Take a Minute                                                                                          | John Davis, Mick McConnell, Conor McGuire                                                                   | Mike Craft                       |
| Till Hell Freezes Over                             | 1995 | The World – and Elsewhere                                                                              | James Henderson, Steve Pinnell                                                                              | Mike Craft                       |
| Till You Follow Me                                 | 1995 | The World – and Elsewhere                                                                              | Martin Bullard, Terry Uttley                                                                                | Terry Uttley                     |
| Time Keeps Turning                                 | 1982 | Midnight Delight                                                                                       | Terry Uttley                                                                                                | Chris Norman                     |
| Time of Your Life                                  | 1982 | Midnight Delight                                                                                       | Terry Uttley                                                                                                | Chris Norman                     |
| Tis Me                                             | 1975 | Smokey: Changing All the Time                                                                          | Chris Norman, Pete Spencer                                                                                  | Chris Norman                     |
| To Love                                            | 1983 | Wrap Your Arms Around Me                                                                               | Jill Brandt, Randy Goodrum                                                                                  | Agnetha Fältskog, Chris Norman   |
| Tomorrow                                           | 2004 | On the Wire                                                                                            | Steve Pinnell, Jimmy Swarbrigg, Tommy Swarbrigg, Mike Craft, Mick McConnell                                 | Mike Craft                       |
| Too Many Pennies in Hell                           | 1979 | The Other Side of the Road                                                                             | Chris Norman, Pete Spencer                                                                                  | Chris Norman                     |
| Train Song                                         | 1976 | Midnight Café                                                                                          | Alan Silson                                                                                                 | Chris Norman                     |
| Two Strangers Falling                              | 1982 | Strangers in Paradise                                                                                  | Rick Snyder                                                                                                 | Chris Norman                     |
| Umbrella Day                                       | 1975 | Smokey: Changing All the Time                                                                          | Chris Norman, Pete Spencer                                                                                  | Chris Norman                     |
| Unchained Melody                                   | 1996 | Smokey Vol. 2                                                                                          | Hy Zaret, Alex North (Todd Duncan 1955)                                                                     | Mike Craft                       |
| Walk Right Back                                    | 1977 | Bright Lights & Back Alleys                                                                            | Chris Norman, Pete Spencer                                                                                  | Chris Norman                     |
| Warm Nights with You                               | 1982 | Midnight Delight                                                                                       | Chris Norman, Pete Spencer                                                                                  | Chris Norman                     |
| We’re Flyin’ High                                  | 1975 | Smokey: Changing All the Time                                                                          | Nicky Chinn, Mike Chapman                                                                                   | Chris Norman                     |
| What Becomes of the Broken Hearted                 | 2001 | Uncovered Too                                                                                          | James Dean, Paul Riser, William Weatherspoon (The Isley Brothers 1965)                                      | Mike Craft                       |
| What Can I Do                                      | 1976 | Midnight Café                                                                                          | Nicky Chinn, Mike Chapman, Alan Silson                                                                      | Alan Silson                      |
| What Can I Do – Live                               | 1978 | The Concert – Live – Essen/Germany 10th March 1978 (1998)                                              | Nicky Chinn, Mike Chapman, Alan Silson                                                                      | Chris Norman                     |
| What Can I Do                                      | 1995 | From Smokie with Love                                                                                  | Nicky Chinn, Mike Chapman, Alan Silson                                                                      | Mike Craft                       |
| When a Child Is Born                               | 1996 | Light a Candle (The Christmas Album)                                                                   | Ciro Dammicco 1972                                                                                          | Mike Craft                       |
| When It’s the Right Time                           | 1998 | Wild Horses – The Nashville Album                                                                      | Taylor Rhodes, James Dean Hicks                                                                             | Mike Craft                       |
| When My Back Was Against the Wall                  | 1976 | Midnight Café                                                                                          | Chris Norman, Pete Spencer                                                                                  | Chris Norman                     |
| When the Lightning Strikes                         | 1995 | The World – and Elsewhere                                                                              | James Henderson, Peter Taylor, Steve Pinnell                                                                | Mike Craft                       |
| When the Walls Come Down                           | 1998 | Wild Horses – The Nashville Album                                                                      | Kim Carnes, Greg Barnhill                                                                                   | Mike Craft                       |
| When You Walk in The Room                          | 2000 | Uncovered                                                                                              | Jackie DeShannon 1963                                                                                       | Mike Craft                       |
| Where Sorry’s not Enough                           | 1995 | The World – and Elsewhere                                                                              | John Farrar, Steve Kipner                                                                                   | Mike Craft                       |
| Whiskey in the Jar – Live                          | 1989 | Greatest Hits Live                                                                                     | Lena Bourne Fish 1941                                                                                       | Alan Barton                      |
| Whiskey in the Jar                                 | 2000 | Uncovered                                                                                              | Lena Bourne Fish 1941                                                                                       | Mike Craft                       |
| White Christmas                                    | 1996 | Light a Candle (The Christmas Album)                                                                   | Irving Berlin (Bing Crosby & Marjorie Reynolds, Martha Mears, Bob Crosby Orchestra & Chorus 1942)           | Mike Craft                       |
| Who the Fk Is Alice (Living Next Door to Alice)    | 1995 | The World – and Elsewhere                                                                              | Nicky Chinn, Mike Chapman (New World 1972)                                                                  | Mike Craft                       |
| Who’ll Stop the Rain                               | 2000 | Uncovered                                                                                              | John C. Fogerty (Creedence Clearwater Revival 1970)                                                         | Mike Craft                       |
| Why                                                | 2004 | On the Wire                                                                                            | Terry Uttley, Steve Pinnell, Mike Craft, Mick McConnell, Martin Bullard                                     | Mike Craft                       |
| Wild Angels – Live                                 | 1989 | Greatest Hits Live                                                                                     | Nicky Chinn, Mike Chapman                                                                                   | Alan Barton                      |
| Wild Angels                                        | 1995 | From Smokie with Love                                                                                  | Nicky Chinn, Mike Chapman                                                                                   | Mike Craft                       |
| Wild Wild Angels                                   | 1976 | Midnight Café                                                                                          | Nicky Chinn, Mike Chapman                                                                                   | Chris Norman                     |
| Will You Love Me                                   | 1975 | Smokey: Pass It Around                                                                                 | Chris Norman, Pete Spencer, Alan Silson, Terry Uttley                                                       | Chris Norman                     |
| Will You Still Love Me Tomorrow                    | 1995 | The World – and Elsewhere                                                                              | Carole King, Gerry Goffin (The Shirelles 1960)                                                              | Mike Craft                       |
| Winter’s Day                                       | 1982 | Midnight Delight                                                                                       | Alan Silson, Clint Wade                                                                                     | Alan Silson                      |
| Working for the Weekend                            | 1987 | Cry in the Night – 7"-Single                                                                           | Alan Barton, Neil Ferguson                                                                                  | Alan Barton                      |
| Wrap Your Arms Around Me                           | 1983 | Wrap Your Arms Around Me                                                                               | Holly Knight, Mike Chapman                                                                                  | Agnetha Fältskog, Chris Norman   |
| Wrong Reasons                                      | 1998 | Wild Horses – The Nashville Album                                                                      | Rick Giles, Winston Sela                                                                                    | Mike Craft, Maggie Reilly        |
| Yesterday’s Dreams                                 | 1982 | Strangers in Paradise                                                                                  | Chris Norman, Pete Spencer                                                                                  | Chris Norman                     |
| You Don’t Care                                     | 1979 | The Other Side of the Road                                                                             | Terry Uttley, Alan Silson                                                                                   | Chris Norman                     |
| You Ring My Bell [als Kindness]                    | 1974 | Smokey: Pass It Around                                                                                 | Albert Hammond                                                                                              | Chris Norman                     |
| You Took Me by Surprise                            | 1978 | The Montreux Album                                                                                     | Alan Silson, Terry Uttley                                                                                   | Alan Silson                      |
| You’ll Be Lonely Tonight                           | 1982 | Strangers in Paradise                                                                                  | Chris Norman, Pete Spencer                                                                                  | Chris Norman                     |
| Young Hearts                                       | 1989 | Boulevard of Broken Dreams                                                                             | Dieter Bohlen, Eric Styx                                                                                    | Alan Barton                      |
| Your Love Is So Good for Me                        | 1981 | Solid Ground                                                                                           | Terry Uttley, Alan Silson                                                                                   | Chris Norman                     |
| You’re a Lady                                      | 1982 | Midnight Delight                                                                                       | Terry Uttley                                                                                                | Terry Uttley                     |
| You’re So Different Tonight                        | 1990 | Chasing Shadows                                                                                        | Dave Dunhill, Mick Dash, Alan Barton                                                                        | Alan Barton                      |
| You’re So Vain                                     | 2001 | Uncovered Too                                                                                          | Carly Simon 1972                                                                                            | Mike Craft                       |
| You’re You                                         | 1979 | The Other Side of the Road                                                                             | Terry Uttley, Alan Silson                                                                                   | Chris Norman                     |
| You’ve Lost That Lovin’ Feelin’                    | 1996 | Smokey Vol. 2                                                                                          | Phil Spector, Barry Mann, Cynthia Weil (The Righteous Brothers 1964)                                        | Mike Craft                       |